# Требине
 Тази статия е за града в Босна и Херцеговина.  За общината вижте Требине (община).  
Требине е град, административен център на община Требине, Република Сръбска (Босна и Херцеговина). Той е естествен, икономически и културен център на Източна Херцеговина.

## География
Намира се под планината Леотар, сред Требинското поле. През града минава река Требишница. Отдалечен е на около 30 км от Адриатическо море.
Требине е един от най-красивите градове на Херцеговина. Известен е като града на слънцето и чинарите.

## История
Градът се е оформил като естествен център на средновековната сръбска приморска област Травуния. По негово име е кръстена и областта. Етимологията на името на града, както и на средновековната област, идва или от лат. трибунус (трибунус милитум/tribunus militum), или от слав. „треб“, което ще рече жертва, жертвоприношение.

## Личности
- Владимир Радманович – баскетболист
- Йован Дучич – поет
- Йован Деретич – професор
- Наташа Нинкович – актриса